# Luis García Plaza
Luis García Plaza (Madrid, 1º dicembre 1972) è un allenatore di calcio ed ex calciatore spagnolo, di ruolo difensore.

## Carriera

### Calciatore
Da calciatore ha militato al massimo nella Segunda División B, la terza serie spagnola. Prodotto del vivaio dell'Atlético Madrid, ha militato dal 1991 al 1995 nella squadra riserve del club. Dopo aver collezionato qualche presenza nello Yeclano, ha vestito i colori del Rayo Vallecano B. Nel 1996 approdò al Talavera. Dal 1996 al 2000 militò nel Benidorm.

### Allenatore
Dal 30 maggio 2005 al 1º luglio 2006 guidò la squadra riserve del Villarreal.
Il 1 luglio 2006 firma per l'Elche, dove rimane in carica fino all'8 gennaio 2007.
La stagione 2007/08 la trascorre alla guida del Benidorm, società spagnola che milita nelle serie inferiori.
Dal 2008 al 2011 allena il Levante, mentre dal 2011 al 2014 allena il Getafe.
In seguito guidò dal 2014 al 2016 il Baniyas, squadra degli Emirati Arabi Uniti.
Nel giugno 2017 assunse la guida dei cinesi del Beijing Renhe, che condusse alla promozione in Chinese Super League, e dove rimase fino al 1 dicembre 2018.
Il 10 dicembre 2018 firmò per il Villarreal, dove subentrò a Javier Calleja, ma fu esonerato dopo un solo mese in carica senza ottenere vittorie.
Il 9 luglio 2019 può tornare così alla guida del Beijing Renhe, per tentare di raggiungere la salvezza nel massimo campionato cinese.